# 費阿拉城
费阿拉城（转写：fe ala），亦作佛阿拉、硕里阿拉等，“费阿拉”为满语“旧岗”之意，是指女真族首领努尔哈赤远祖建州左卫首领充善（亦作董山）在今辽宁省抚顺市新宾满族自治县永陵镇二道村境内的旧营寨，明人称其为“虎城”或建州老营。

## 概述
明万历十一年（1583年），努尔哈赤祖父覺昌安和父亲塔克世在古勒寨大战中被明军杀害。时年25岁的努尔哈赤以父遗甲十三副起兵攻打仇人尼堪外兰，其在统一建州女真的过程中，为兴基立业，于明万历十五年（1587年），在建州老营废城址上“筑城三层，启建楼台”重筑新城，称费阿拉城。在这里努尔哈赤“自中称王”，建立王权。明万历十七年（1589年），努尔哈赤被明朝任命为“建州都督俭事”；明万历二十三年（1595年），又被任命为“龙虎将军”。努尔哈赤以费阿拉为中心，从1587年开始，逐步壮大力量，明万历三十一年（1603年）迁居赫图阿拉城。